# Marabú (cabaré)
 Marabú es un cabaré que funcionó en la ciudad de Buenos Aires, Argentina en un subsuelo de un edificio estilo palacio italiano ubicado en Maipú 359 a metros de la Avenida Corrientes, entre 1937 y fines de la década del 1980. Fue creado por Juan Leslie Sala, hijo de madre soltera inmigrante italiana. Éste había trabajado en el Chantecler y luego fundó el Marabú, que llegó a ser un cabaré tradicional de la noche porteña donde actuaron muchos de los grandes exponentes del tango. En años posteriores el local tuvo varios usos que incluyeron un local con recitales de música rock; cuando estaba al borde de la quiebra, la fundación Argentine Tango Society de la Argentina que lidera el filántropo Joe Fish la salvó y el local reabrió como milonga en 2017, remodelado y con nuevo equipo de sonido.

## Historia
En el Marabú Aníbal Troilo se presentó con su orquesta y la voz de Francisco Fiorentino el 1 de julio de 1937, y si bien 10 años antes había dirigido un quinteto que duró poco más de un año, por la importancia del conjunto se toma aquella fecha como el inicio orquestal del maestro del bandoneón. Según algunas versiones el debut de Alfredo de Angelis con orquesta propia fue el 20 de marzo de 1941 en el Marzotto, en tanto otros autores afirman que fue en el Marabú. En 1938, Rodolfo Biagi formó su propia orquesta, con la que debutó el 16 de septiembre de 1938 en el Marabú.
Cuando en 1944 Alfredo de Angelis perdió imprevistamente al cantor Floreal Ruiz que  pasó a la orquesta de Aníbal Troilo en lugar de Francisco Fiorentino, convenció a Carlos Dante, que tenía ya 40 años, hacía años que no cantaba y tenía un trabajo como empleado de Yacimientos Petrolíferos Fiscales, para actuar y debutaron el 1 de octubre de 1944, según algunos autores en el Marabú y, según otros, en el Marzotto. En el mismo escenario fue donde Troilo se presentó con Astor Piazzolla en 1940. 
Algunos de los otros grandes del tango que actuaron en el local fueron Carlos Di Sarli, Ángel Vargas, Antonio Maida y Ángel D'Agostino. El cabaré cerró sus puertas a mediados de la década de 1960 y las reabrió en mayo de 1984, con la presentación de Osvaldo Pugliese, pero poco tiempo después se produjo su cierre definitivo.
El Marabú supo captar la sensualidad y el misterio de una ciudad,  la soledad, la migración, y el tango. Marabú es el nombre de un ave africana y por extensión de sus plumas, muy usadas en esa época en la ropa de las vedettes y esas boas de colores asociadas con las mujeres del charlestón y las muñecas bravas del tango. Al igual que sus cabarés contemporáneos  el Tabarís, Casanova, Chantecler, Armenonville, el Marabú tenía una gran pista de baile rodeada de mesas, barras y escenarios para orquestas. A la medianoche hacían números de varieté, usualmente no concurrían parejas sino grupos de hombres y mujeres solas, eran lugares de baile y encuentros. El Marabú tenía 1000 metros cuadrados, estaba decorado estilo art decó y sus pisos eran en damero blanco y negro. Los concurrentes eran recibidos en la puerta por un portero con faldón y gorra con el nombre del lugar y en el interior había jóvenes que alternaban con los clientes vestidas con estrictos vestidos de satén y un cartel en la puerta decía: “Todo el mundo al Marabú”.
Tiempo después del cierre, en la pared del inmueble donde estaba el cabaré se colocó una placa que dice: "Aquí funcionó desde fines de la década del '30 hasta fines de la década del '80, el famoso local de baile y canto de tango Marabú".

## El tangoComo dos extraños
El tango Como dos extraños tuvo origen en el Marabú. Una bellísima cordobesa recién llegada a la ciudad que se incorporó como alternadora –o copera-  comenzó una relación con un mozo del cabaré, de su misma provincia. La amistad derivó en romance y finalmente se fueron a vivir juntos. Una noche cuando el local estaba en plena actividad apareció un hombre, le dio cachetadas a la joven y trató de llevársela por la fuerza. Cuando los presentes lo sujetaron y estaban por golpearlo, explicó que era su marido exhibiendo la libreta de matrimonio y se la llevó. Como pasados dos años el mozo enamorado no se consolaba, viajó a buscarla y la encontró detrás de un mostrador de almacén en un suburbio de la ciudad de Córdoba, gorda, desdentada, con poco pelo, apagada, como si hubieran pasado muchos años desde que la había visto. Era otra, no la que recordaba y buscaba, por lo que volvió al Marabú, peor que cuando había salido. El poeta José María Contursi convirtió la historia en la letra del tango Como dos extraños, que con música de Pedro Láurenz se estrenó el 28 de junio de 1940 y tuvo hasta el presente numerosas versiones.